# Catastrophe de l'usine pétrochimique de Jilin

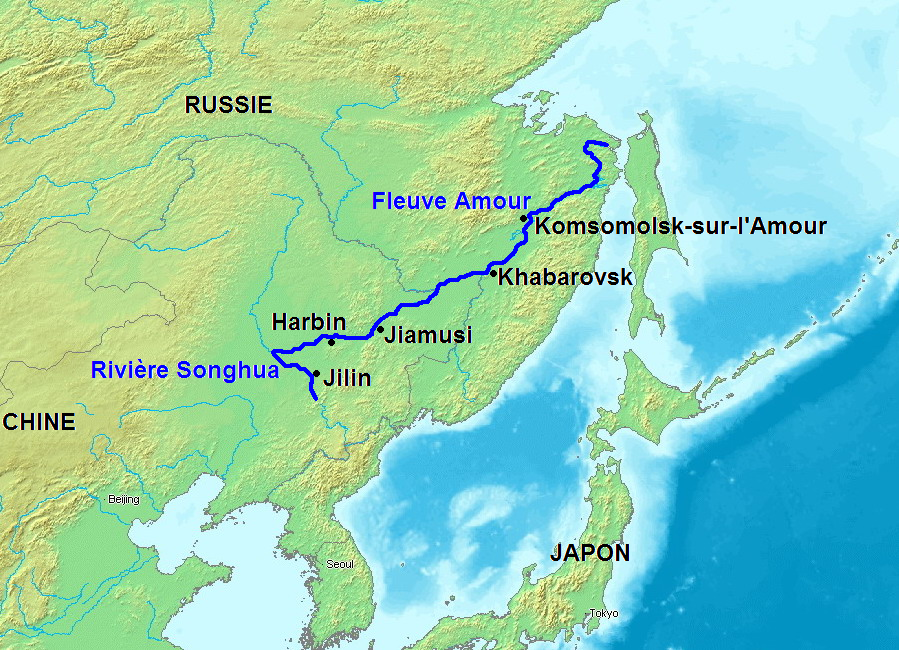
Localisation des villes polluées

La catastrophe de l'usine pétrochimique de Jilin en Chine consiste en une série d'explosions qui se sont produites dans une usine pétrochimique de la ville de Jilin dans la province du même nom en Chine le 13 novembre 2005. Une quantité de benzène et de nitrobenzène (des produits hautement cancérigènes), estimée à une centaine de tonnes, s'est alors déversée dans la rivière Songhua, un important affluent du fleuve Amour.
La nappe de polluants d'une longueur initiale de 80 km a dérivé sur la Songhua puis sur l'Amour et a touché de nombreuses villes dont Songyuan (430 000 habitants), Harbin (5 000 000 d'habitants), Jiamusi (600 000 habitants), Khabarovsk (600 000 habitants) et Komsomolsk-sur-l'Amour (200 000 habitants).

## La catastrophe

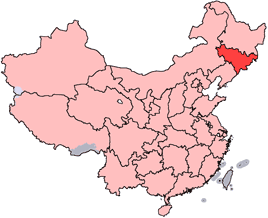
Province de Jilin

### L'explosion
Les explosions se sont produites dans une usine pétrochimique de la Jilin Petrochemical Corporation (détenue par la China National Petroleum Corporation) à Jilin et auraient fait au moins 5 morts ou disparus, ainsi que 70 blessés. Les causes de l'explosion ont été connues 48 heures après le drame mais l'agence chinoise de l'environnement (SEPA, State Environmental Protection Administration of China) n'a confirmé officiellement l'accident que le 23 novembre 2005, soit 10 jours après la catastrophe.
L'explosion qui s'est produite vers 15h heure locale serait due à une mauvaise manipulation, après un problème dans une tour d'une unité de fabrication d'aniline. La déflagration qui a suivi a soufflé les vitres dans un rayon de 200 mètres et des témoins ont rapporté avoir vu de la fumée sur toute la zone industrielle. Par peur d'autres explosions et d'une contamination du site, plus de 10 000 personnes ont ensuite été évacuées, y compris les habitants et les étudiants d'une université. Ce n'est que dans la soirée que les incendies ont été maîtrisés .

### Les polluants
Deux des produits toxiques relâchés par cette explosion sont du benzène et du nitrobenzène.
BenzèneC'est un solvant inflammable, extrêmement volatil et toxique, classé comme cancérigène par l'Union européenne. Il peut entraîner des irritations en cas de contacts avec la peau, les yeux ou les muqueuses, des malaises et des vomissements en cas d'ingestion et des vertiges, des spasmes, des insuffisances cardio-vasculaires, voire la mort en cas d'absorption.
NitrobenzèneC'est un liquide huileux, incolore ou jaune pâle à l'odeur caractéristique d'amande amère. Son caractère cancérigène n'a pour l'instant jamais été prouvé mais il semble avoir des conséquences sur la fertilité et le fonctionnement du foie. Il peut causer des empoisonnements graves par ingestion, inhalation ou contact avec la peau. Il réagit avec l'hémoglobine du sang et l'empêche de réagir avec l'oxygène. Il peut également entraîner des troubles du système nerveux central, causant un sentiment de faiblesse, des maux de tête et des vomissements. Un taux élevé de nitrobenzène peut entraîner la mort en moins d'une heure.

## Pollution des cours d'eau

### Province de Jilin
L'explosion a gravement contaminé la Songhua. On estime qu'une centaine de tonnes de produits chimiques se sont déversés dans la rivière. Au plus fort de la pollution, la proportion de benzène dans l'eau dépassait 100 fois le niveau maximal toléré.

Le 13 novembre, une station de pompage de la ville de Jilin a été fermée. Le 15 novembre, la ville de Songyuan a cessé de puiser de l'eau de la rivière et l'approvisionnement a été partiellement suspendu le 18 novembre pour n'être rétabli que le 23 novembre.

### Province du Heilongjiang

#### Harbin

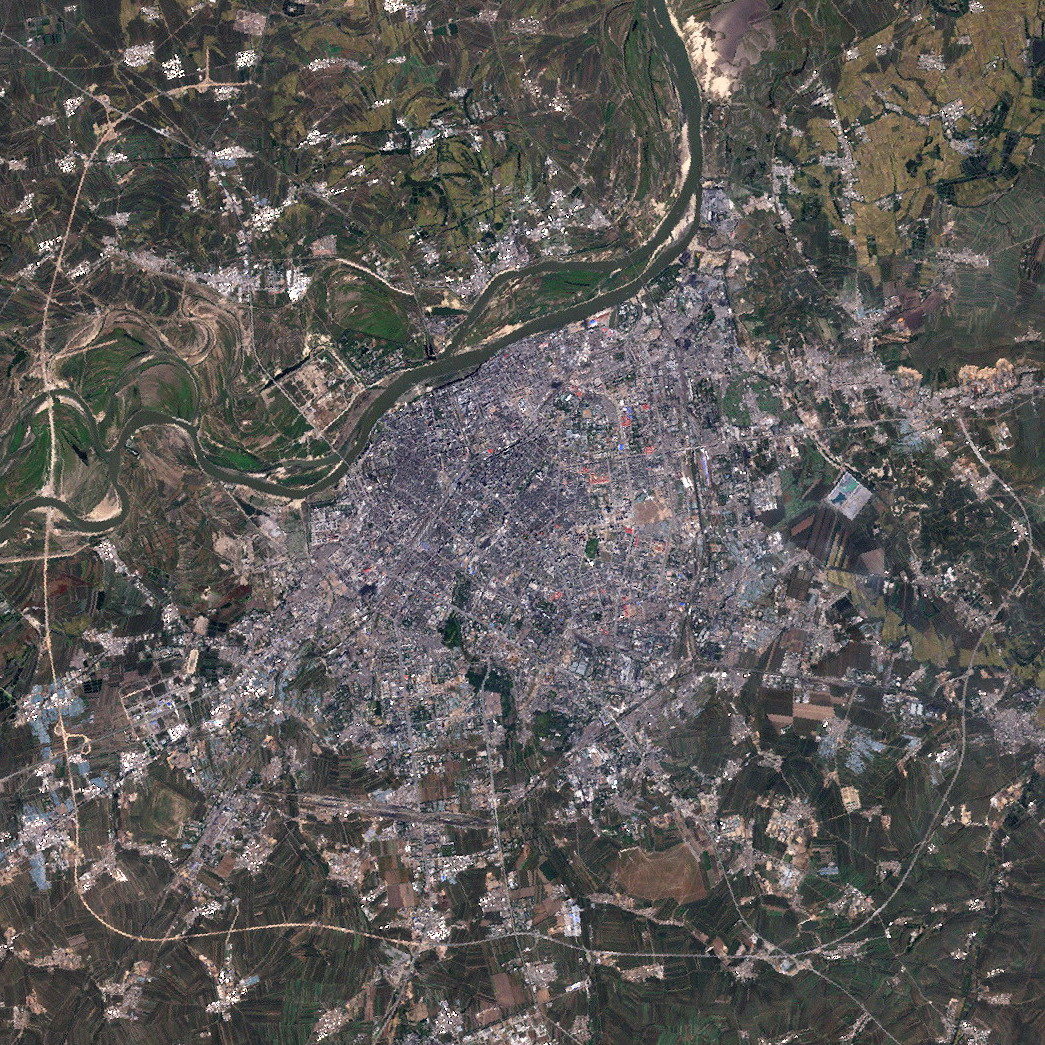
Harbin en bordure de la Songhua (image NASA)

À 380 km en aval de Jilin se trouve la métropole de Harbin, l'une des plus grandes villes chinoises, qui dépend de la rivière Songhua pour son approvisionnement en eau.
Le 21 novembre 2005, Les autorités de Harbin ont annoncé la suspension de la distribution de l'eau par le réseau d'aqueducs à compter du mardi 22 novembre à minuit pour maintenance, décision qui fut prise avant l'annonce officielle de la catastrophe et qui ne la mentionnait pas. Certains habitants de la ville ont toutefois déclaré que l'eau avait été coupée plus tôt que prévu.
Le soir même, les autorités firent une nouvelle annonce et mentionnèrent explicitement cette fois-ci les explosions de Jilin. La distribution d'eau fut rétablie le 23 novembre entre 9 h et 20 h afin de permettre aux habitants de faire des réserves, la nappe n'ayant pas encore atteint la ville. La fermeture du réseau fut décalée au 23 novembre à minuit, pour une durée de 4 jours.
La nappe de benzène a atteint la ville le 24 novembre peu avant l'aurore. On mesura ce jour des taux de nitrobenzène environ 17 fois supérieurs au taux normal tandis que le taux de benzène augmentait mais ne dépassait pas les niveaux autorisés. Le 25 novembre, le taux de nitrobenzène avait doublé et atteint plus de 33 fois la norme puis commença à diminuer, le taux de benzène restant sous la norme. Au même moment, la nappe de polluants avait fini de traverser les villes de Zhaoyuan et Daqing dans le Heilongjiang. Wen Jiabao, Premier ministre de la République populaire de Chine a visité Harbin le 26 novembre pour se rendre compte de la situation au niveau de la pollution et de l'approvisionnement en eau.
En réponse à la crise, des camions ont transporté jusqu'à Harbin des centaines de mètres cubes d'eau des villes avoisinantes ainsi que des milliers de tonnes de charbon actif de tout le pays. Afin d'éviter une explosion des prix de l'eau potable, le gouvernement de la ville a gelé les prix à leurs niveaux du 20 novembre. La ville a de plus creusé 95 puits supplémentaires pour puiser de l'eau dans les sources souterraines (complétant ainsi les 918 autres puits déjà existants). Une quinzaine d'hôpitaux sont restés de garde afin d'accueillir les premières victimes d'éventuelles contaminations.
Après 5 jours sans eau, la municipalité de Harbin a fait rétablir l'alimentation le dimanche 27 novembre à 18 heures, la nappe ayant traversé la ville. Afin de rassurer la population et de tenter d'étouffer les critiques concernant la gestion et l'annonce de la catastrophe par les autorités, Zhang Zuoji, le gouverneur du Heilongjiang a été le premier à boire un verre d'eau du robinet.

#### Jiamusi
Après Harbin, la nappe de polluants, qui dérive plus lentement à cause du gel de la rivière, a atteint, aux environs du 3 décembre, la ville de Jiamusi qui compte 480 000 habitants et 2 000 000 d'habitants dans son agglomération. Les autorités ont fait fermer une des usines de retraitement « en raison de la possible contamination de son approvisionnement en eau », selon un responsable municipal qui a requis l'anonymat. Cette usine fournit, selon l'agence officielle Xinhua (Chine nouvelle), entre 70 et 80 % de l'eau potable de la ville. L'eau courante n'a pas été entièrement coupée car la ville a également accès à des réserves en profondeur qui ne sont pas touchées par la pollution mais le gouvernement chinois a fait acheminer des milliers de bouteilles d'eau potable vers la ville ainsi que vers d'autres localités le long du fleuve. Des panneaux d'avertissement avaient également été disposés le long du fleuve pour empêcher les riverains d'en boire l'eau, d'en pêcher les poissons ou de s'y baigner.

### Région de Khabarovsk

#### Khabarovsk
La rivière Songhua se jette ensuite dans le fleuve Heilong qui prend le nom de Amour en Russie et arrose la ville de Khabarovsk (600 000 habitants) dans l'Extrême-Orient russe. Depuis l'annonce officielle de l'explosion et la reconnaissance de la pollution le 13 novembre 2005, les autorités de la ville savaient que celle-ci serait touchée dans le courant du mois de décembre. Les premières traces de benzène avaient d'ailleurs déjà été détectées aux environs de la ville dès le 27 novembre. La ville a ainsi pu prendre ses précautions. Un barrage de ferraille et de sable de 300 mètres de long a été construit à la hâte sur un des bras du fleuve à quelques kilomètres à l'ouest de la ville. Le coût de ce barrage est évalué à 1,8 million d'euros et la Russie envisage de demander des compensations financières à la Chine pour les surcoûts entraînés. 200 tonnes de charbon actif avaient été acheminées pour filtrer l'eau, d'après Sergueï Choïgou, ministre des Situations d'urgence. Des camions citernes ont également été réquisitionnés pour apporter de l'eau potable afin que les habitants puissent constituer des stocks en cas de coupure.

Natalya Zimina, porte-parole de l'administration régionale, a déclaré à l'agence Associated Press : « La nappe est arrivée dans la ville. Les analyses ont confirmé la présence de nitrobenzène dans l'eau. Mais la concentration n'excède le niveau maximal acceptable et nous n'envisageons pas de couper l'approvisionnement en eau à Khabarovsk ». Cependant, l'approvisionnement a été suspendu pour des vérifications à Krasnaïa Retchka, une cité de 3 000 habitants de la banlieue sud de la ville.

### Komsomolsk-sur-l'Amour
Dans la journée du 04/01/2006, la pollution a touché Komsomolsk-sur-l'Amour, la dernière grande agglomération sur le fleuve Amour avant l'océan Pacifique. D'après l'antenne locale du ministère russe des situations d'urgences, la nappe de benzène, qui atteint dorénavant 200 km de long, n'a pas entraîné de dépassement des normes et l'eau courante n'a pas été coupée.

## Pollution maritime
Le fleuve Amour traverse le Détroit de Nevelskoï et se jette dans la mer d'Okhotsk et la mer du Japon qui baigne le Japon, la Corée et l'Extrême-Orient russe. Malgré la dilution des produits toxiques, on craint des effets sur la faune et la flore locale.

## Conséquences de cette pollution

### Sur le plan écologique
Cette catastrophe a permis de révéler de graves défauts dans la gestion de l'environnement en Chine et en Russie, du fait des nombreuses réformes effectuées depuis la chute de l'Union soviétique.
- Les effets à court terme de cette pollution ont pu être minimisés en suspendant l'approvisionnement et en utilisant du charbon actif pour filtrer l'eau polluée mais des effets à plus long terme sont à prévoir. En effet, la température dans cette région de l’Extrême-Orient asiatique est largement négative et la Songhua tout comme l'Amour sont en partie gelés. Il est possible que du benzène soit prisonnier des glaces et puisse s'infiltrer dans les nappes phréatiques. Un des autres polluants, le nitrobenzène peut, quant à lui, sédimenter au fond du lit du fleuve. Une pollution à long terme pourrait donc être envisagée. De plus lors de la fonte des glaces au printemps prochain, des produits toxiques pourraient être de nouveau relâchés dans le fleuve.  (Le Monde du 21/11/2005)
- Les organisations World Wildlife Fund (WWF) et Greenpeace ont critiqué Moscou pour sa gestion de la catastrophe et estiment que les agences créées pour remplacer les organisations étatiques chargées de surveiller l'environnement du temps de l'Union soviétique "ont une autorité très limitée, un personnel, ainsi que du matériel et des ressources financières insuffisants" [10].

### Sur le plan politique
Cette catastrophe a révélé de nombreuses lacunes de gestion au niveau des autorités du complexe pétrochimique, des autorités locales ou même des organismes d'état chargés de surveiller l'environnement et de prévenir la population, aussi bien en Chine qu'en Russie. Cette pollution a également eu de nombreuses conséquences politiques :
- Après l'explosion de l'usine de Jilin et la gestion calamiteuse des conséquences immédiates, le directeur général et secrétaire du Parti communiste du complexe pétrochimique a été limogé[11].
- À la suite des tentatives faites pour étouffer la catastrophe, le plus haut responsable chinois de l'environnement, Xie Zhenhua, directeur de SEPA (Agence d'État pour la protection de l'environnement) a démissionné le 2 décembre 2005. Il a été remplacé par Zhou Shengxian, jusqu'à présent directeur de l'administration des forêts[12].
- Au moment où Pékin annonçait la mise en place d'une enquête visant à démasquer les officiels fautifs, le maire-adjoint de Jilin, Wang Wei, accusé d'avoir tenté de camoufler la catastrophe, s'est suicidé et a été retrouvé pendu[11].

## Chronologie
- 13 novembre 2005 : explosions dans une usine pétrochimique à Jilin à 380 km en amont d'Harbin qui provoque la mort d'au moins 5 personnes et la pollution de la rivière Songhua par une nappe de benzène de 80 km de long.
- 21 novembre 2005 : la municipalité de Harbin, capitale du Heilongjiang, annonce que l'eau potable sera coupée à partir du 22 novembre pour une durée de 4 jours en raison de travaux de maintenance.
- 22 novembre 2005 : les médias officiels confirment que la contamination de l'eau par les explosions est la cause de la suspension de l'approvisionnement en eau potable.
- 24 novembre 2005 : arrivée de la nappe tôt le matin dans les environs de Harbin.
- 24 novembre 2005 : une explosion dans une usine pétrochimique près de la ville de Chongqing, dans le centre de la Chine, fait un mort et trois blessés. Plus de 6 000 personnes sont évacuées en raison de craintes d'une contamination au benzène[13].
- 27 novembre 2005 : la nappe ayant traversé Harbin, la municipalité a décidé de rétablir l'eau potable.
- 1er décembre 2005 : le consul général chinois dans l'Extrême-Orient russe fournit 150 tonnes de carbone pour filtrer l'eau de la ville de Khabarovsk, sur le fleuve Amour en Russie.
- 3 décembre 2005 : la municipalité de Jiamusi, une ville de 480 000 habitants dans le Heilongjiang, décide de fermer une de ses usines de retraitement des eaux.
- 20 décembre 2005 : les autorités russes et chinoises achèvent la construction d'un barrage de sacs de sable sur l'Amour.
- 22 décembre 2005 : la nappe de benzène, d'une longueur de 180 km, atteint la ville de Khabarovsk.
- 29 mars 2006 : le gouvernement chinois approuve un plan quinquennal de plus de 10 milliards de yuans (1,04 milliard d'euros), qui seront investis pour réduire les rejets industriels, traiter les eaux usées et assurer la surveillance de la Songhua, polluée de façon chronique, et accidentellement par une nappe de benzène, à la suite de la catastrophe de l'usine pétrochimique de Jilin. Le plan se compose de plus de 100 projets de contrôle industriel, plus de 70 projets d'épuration des eaux usées urbaines et plus de 20 projets de prévention contre la pollution dans certaines zones importantes. Les projets seront principalement construits près des villes de Harbin, Changchun, Jilin, Qiqihar, Daqing, Jiamusi et de Mudanjiang, toutes le long du fleuve.